# Andrea Soncin
Andrea Soncin (* 5. September 1978 in Vigevano) ist ein ehemaliger italienischer Fußballspieler und aktueller ‑trainer. Seit September 2023 ist er Trainer der italienischen Frauen-Nationalmannschaft.

## Spielerkarriere
Soncin begann seine Karriere in den Jugendmannschaften der AS Vigevano, der AS Solbiatese und der AC Venedig. Den Hauptteil seiner Profikarriere war er für unterschiedliche Vereine in der Serie B aktiv, in der er insgesamt 267 Partien absolvierte und dabei 59 Treffer erzielte. Als Leihspieler der AC Florenz wurde er 2004/05 mit 21 Treffern Torschützenkönig der Serie C1. In der Saison 2005/06 trug Soncin mit sieben Toren zum Aufstieg Atalanta Bergamos in die Serie A bei und erzielte im November 2006 dort gegen die AC Mailand sein erstes Tor. In Italiens höchster Spielklasse bestritt Soncin insgesamt 23 Partien, in denen ihm sieben Torerfolge gelangen – er absolvierte alle Einsätze in der Saison 2006/07, zuerst für Atalanta und später als Leihspieler bei Ascoli Calcio. Seine aktive Laufbahn beendete Soncin  am Ende der Saison 2016/17 bei Calcio Montebelluna in der Serie D.

## Trainerkarriere
Nach dem Ende seiner aktiven Laufbahn 2017 arbeitete Soncin als Trainer im Nachwuchsbereich des FC Venedig. Ab 2020 gehörte er zudem dem Trainerteam der Profimannschaft an. Im April und November 2022 fungierte er zweimal als Interimstrainer der ersten Mannschaft in der Serie A bzw. B.

### Italienische Frauen-Nationalmannschaft
Am 8. September 2023 wurde Soncin Cheftrainer der italienischen Frauen-Nationalmannschaft; Viviana Schiavi wurde seine Co-Trainerin.
In den ersten 15 Monaten betreute er 17 Spiele in UEFA Women’s Nations League, EM-Qualifikation und Freundschaftsspielen mit einer Bilanz von sieben Siegen, sechs Unentschieden und vier Niederlagen. Die Azzurre sicherten sich den Verbleib in der Liga A der Nations League (unter anderem durch einen 3:2-Auswärtserfolg gegen Spanien) und qualifizierten sich als Gruppensieger für die Europameisterschaft 2025.
Soncin legte besonderen Wert darauf, die Wahrnehmung des Frauenfußballs zu verändern – er betonte wiederholt: „It’s not ‘women’s football’, it’s ‘football’.“
Im Jahr 2025 führt Soncin die Azzurre durch die Europameisterschaft  in der Schweiz, mit dem Ziel, erstmals seit 2013 die K.o.-Runde zu erreichen und nach der missglückten WM 2023 wieder internationale Erfolge zu feiern.

## Persönlichkeit und Philosophie
Soncin gilt als engagierter Reformer, der taktische Disziplin und mentale Stärke fördert. Er integriert Spielerinnen aus ganz Italien und legt Wert auf Teamgeist und individuelle Förderung in einem modernen Umfeld.